# Łazik (Zbrojów)
Łazik – część wsi Zbrojów w Polsce, położona w województwie świętokrzyskim, w powiecie skarżyskim, w gminie Bliżyn.
W latach 1975–1998 Łazik administracyjnie należał do województwa kieleckiego.